# Vickers Windsor
Віккерс Вінзор (англ. Vickers Windsor) — британський чотиримоторний важкий бомбардувальник розроблений під час Другої світової війни для заміни Vickers Wellington. Під керівництвом Барнса Волліса і Рекса Пірсона літак, як і їх попередні розробки, мав геодетичну конструкцію і розроблявся ще з 1936 року. Спроби запропонувати дизайн кращий за наявні бомбардувальники (Avro Lancaster) тривали аж до 1946 року, але через завершення війни були припинені і літак серійно не виготовлявся.

## Історія
Дизайнер компанії Vickers Рекс Пірсон використав попередні розробки компанії з геодетичними конструціями (Vickers Wellesley і Vickers Wellington) створивши дизайн чотиримоторного бомбардувальника. Початковий дизайн взяв участь в конкурсі міністерства Авіації на специфікацію B.13/36, але програв майбутньому Short Stirling. Наступна спроба за специфікацією B.1/39 теж була невдала і тільки в 1941 році за специфікацією B.5/41 було замовлено побудову прототипів.
Специфікація вимагала висотний бомбардувальник з герметизованою кабіною, з швидкістю 555 км/год на висоті 9500 м. Ще до створення прототипів специфікацію було оновлено до B.3/42. Дизайн цієї специфікації отримав внутрішнє позначення компанії «Тип 447», а військові зарезервували ім'я «Вінзор» (англ. Windsor). Перший прототип здійнявся в повітря 23 жовтня 1943 року. Він досягнув швидкості 486 км/год на висоті 7620 метрів, але після 34 годин польотів був втрачений при вимушеній посадці через поломку пропелера. Другий прототип «Тип 457», оснащений бронепластинами і озброєнням злетів 15 лютого 1944 року і показав схожі результати. Цей літак в останнє використовувався в червні 1946 року, після чого був розібраний.
Останній прототип «Тип 480» мав озброєння, зокрема дві віддалено керовані 20-мм гармати в гніздах під двигунами. Цей літак здійнявся в повітря 11 липня 1944, але після місяців тестувань був приземлений і використовувався як навчальний корпус.
Через завершення війни програма розробки «Вінзора» була офіційно завершена 15 березня 1946 року, і четвертий прототип «Тип 471»/«Тип 483» не був завершений.

## Тактико-технічні характеристики «Тип 447»
Дані з Consice Guide to British Aircraft of World War II

### Технічні характеристики
- Екіпаж: 6-7 осіб
- Довжина: 23,42 м
- Висота: 7,01 м
- Розмах крил: 35,71 м
- Площа крил: 115,94 м²
- Маса порожнього: 17 511 кг
- Максимальна злітна маса: 24 494 кг
- Двигуни: 4 × Rolls-Royce Merlin 65
- Потужність: 4 × 1635 к.с. к. с. (1219 кВт)

### Льотні характеристики
- Максимальна швидкість: 510 км/год (на висоті 7010 м.)
- Практична стеля: 8305 м.
- Дальність польоту: 4651 км (з 3630 кг бомбового навантаження)

### Озброєння
- Стрілецьке:
  - 2 × 7,7-мм кулемети в носовій турелі
  - 2 × 20-мм гармати під двигунами розвернені назад
- Бомбове:
  - до 5443 кг бомб